# Song Ok Jong
Song Ok Jong (Corea del Norte, 18 de agosto de 1974) es una atleta norcoreana, especializada en la prueba de maratón, en la que llegó a ser campeona mundial en 1999.

## Carrera deportiva
En el Mundial de Sevilla 1999 ganó la medalla de oro en la maratón, corriendo los 42,195 km en un tiempo de 2:26:59 segundos que fue récord nacional norcoreano, llegando a la meta por delante de la japonesa Ari Ichihashi y la rumana Lidia Șimon.